# A fehér hercegnő
A fehér hercegnő (eredeti cím: The White Princess) 2017-es amerikai televíziós sorozat, amelyet Alex Kalymnios és Jamie Payne rendezett. A sorozat VII. Henrik és Erzsébet hercegnő kapcsolatáról szól.

## Tartalom
Anglia, a rózsák háborúja idején. VII. Henrik pont most győzte le III. Richárd-ot és nekilátott elfoglalni a trónt. Az ellenségeit górcső alá veszi és megbizonyosodik arról, hogy senki sem akar-e az útjába állni. Magához hívatja Erzsébet hercegnőt is, aki most látja őt először. Erzsébet III. Richárd-al akart egybe kelni, de az események alakulása ezt nem tette lehetővé, ezért most VII. Henrikhez kell hozzámennie, de ő ezt nem nagyon akarja.

## Szereplők

### Főszereplők
| Színész            | Szereplő                   | Magyar hang          |
| ------------------ | -------------------------- | -------------------- |
| Jodie Comer        | Elizabeth                  | Kardos Eszter        |
| Rebecca Benson     | Margaret Plantagenet       | Szilágyi Csenge      |
| Jacob Collins-Levy | VII. Henrik                | Ember Márk           |
| Kenneth Cranham    | Morton érsek               | Dengyel Iván         |
| Essie Davis        | Elizabeth, özvegy királyné | Détár Enikő          |
| Rossy de Palma     | I. Isabella                | TBA                  |
| Richard Dillane    | Sir Thomas Stanley         | Ujréti László        |
| Anthony Flanagan   | Francis Lovell             | Orosz Ákos           |
| Patrick Gibson     | Richard                    | TBA                  |
| Caroline Goodall   | Cecily Neville             | Kubik Anna           |
| Amy Manson         | Catherine                  | TBA                  |
| Adrian Rawlins     | John de la Pole            | TBA                  |
| Vincent Regan      | Jasper Tudor               | Szabó Sipos Barnabás |
| Suki Waterhouse    | Cecily                     | TBA                  |
| Joanne Whalley     | Burgundi Margit            | Hegyi Barbara        |
| Andrew Whipp       | Richard Pole               | Makranczi Zalán      |
| Michelle Fairley   | Lady Beaufort              | Börcsök Enikő        |

### Mellékszereplők
| Színész            | Szereplő             | Magyar hang         |
| ------------------ | -------------------- | ------------------- |
| Nicholas Audsley   | Lord Strange         | Jéger Zsombor       |
| Heidi Ely          | Bridget hercegné     | Ferenczi Dorottya   |
| Oliver Hembrough   | ifj. John De La Pool | Vajda Milán         |
| Rosie Knightley    | Anne hercegné        | Szűcs Anna Viola    |
| Ava Masters        | Catherine hercegné   | Gyarmati Laura      |
| Susie Trayling     | Eliza De La Pool     | Kocsis Mariann      |
| Guy Williams       | Sir William Stanley  | Petridisz Hrisztosz |
| Iain Batchelor     | I. Miksa             | Papp Dániel         |
| Billy Barratt      | Artur herceg         | Tóth Márk           |
| Emmanuelle Bouaziz | Burgundi Mária       | Eke Angéla          |
| Nia Roberts        | Kate Woodville       | Csere Ágnes         |